# 第13回JSLカップ
第13回JSLカップ（だい13かいJSLカップ）は、1988年8月27日から9月11日まで行われた日本サッカーリーグ主催の大会である。大会はJSL1部、2部に所属する全28チーム参加によるトーナメント方式で争われた。優勝は日産自動車サッカー部であった。日産は長いスランプから復活した木村和司を中心にした攻撃的サッカーを展開し、4度目の決勝進出（1983年、1985年、1986年）で初優勝を飾った。

## 出場クラブ

### JSL1部
- ヤマハ発動機サッカー部
- NKKサッカー部
- 三菱重工業サッカー部
- 日産自動車サッカー部
- 読売サッカークラブ
- ヤンマーディーゼルサッカー部
- 古河電気工業サッカー部
- 本田技研工業サッカー部
- フジタ工業クラブサッカー部
- 住友金属工業蹴球団
- 全日空サッカークラブ
- 松下電器産業サッカー部

### JSL2部
- マツダサッカークラブ
- トヨタ自動車サッカー部
- 東芝サッカー部
- 日立製作所サッカー部
- NTT関東サッカー部
- 田辺製薬サッカー部
- コスモ石油サッカー部
- 川崎製鉄サッカー部
- 新日本製鐵サッカー部
- 富士通サッカー部
- 東邦チタニウムサッカー部
- 大阪ガスサッカー部
- 甲府サッカークラブ
- NTT関西サッカー部
- 帝人サッカー部
- 藤枝市役所サッカー部

## 試合

### 1回戦
- 日産自動車 7-0 大阪ガス
- 読売クラブ 5-0 コスモ石油
- 日立製作所 3-1 甲府クラブ
- 三菱重工 4-1 川崎製鉄
- フジタ工業 3-0 富士通
- ヤマハ発動機 3-0 帝人
- マツダ 2-1 NTT関西
- 東芝 1-0 田辺製薬
- 古河電工 1-0 新日鉄
- ヤンマー 4-0 藤枝市役所
- 松下電器 0-0（PK3-4）NTT関東
- トヨタ自動車 5-0 東邦チタニウム

### 2回戦
- NKK 1-3 日産自動車
- 読売クラブ 1-0 日立製作所
- 三菱重工 2-1 フジタ工業
- ヤマハ発動機 0-2 全日空
- 本田技研 1-1（PK3-4）マツダ
- 東芝 3-2 古河電工
- ヤンマー 1-1（PK5-4）NTT関東
- トヨタ自動車 2-3 住友金属

### 準々決勝
- 日産自動車 1-0 読売クラブ
- 三菱重工 2-1 全日空
- マツダ 0-0（PK1-4）東芝
- ヤンマー 5-1 住友金属

### 準決勝
- 日産自動車 2-0 三菱重工
- 東芝 1-0 ヤンマー

### 決勝
| 1988年9月11日 13:55 |

| 日産自動車                      | 3 - 0 | 東芝 |
| 平川弘 14分 水沼貴史 27分、36分 |       |      |

| 四日市中央緑地陸上競技場 |